# Wimbledon 1994
De 108e editie van het Britse grandslamtoernooi, Wimbledon 1994, werd gehouden van maandag 20 juni tot en met zondag 3 juli 1994. Voor de vrouwen was het de 101e editie van het graskampioenschap. Het toernooi werd gespeeld bij de All England Lawn Tennis and Croquet Club in de wijk Wimbledon van de Britse hoofdstad Londen.
Op de eerste zondag tijdens het toernooi (Middle Sunday) werd traditioneel niet gespeeld.
Het toernooi van 1994 trok 377.973 toeschouwers.

## Belangrijkste uitslagen
Mannenenkelspel

Finale: Pete Sampras (Verenigde Staten) won van Goran Ivanišević (Kroatië) met 7-6, 7-6, 6-0
Vrouwenenkelspel

Finale: Conchita Martínez (Spanje) won van Martina Navrátilová (Verenigde Staten) met 6-4, 3-6, 6-3
Mannendubbelspel

Finale: Todd Woodbridge (Australië) en Mark Woodforde (Australië) wonnen van Grant Connell (Canada) en Patrick Galbraith (Verenigde Staten) met 7-6, 6-3, 6-1
Vrouwendubbelspel

Finale: Gigi Fernández (Verenigde Staten) en Natallja Zverava (Wit-Rusland) wonnen van Jana Novotná (Tsjechië) en Arantxa Sánchez Vicario (Spanje) met 6-4, 6-1
Gemengd dubbelspel

Finale: Helena Suková (Tsjechië) en Todd Woodbridge (Australië) wonnen van Lori McNeil (Verenigde Staten) en T.J. Middleton (Verenigde Staten) met 3-6, 7-5, 6-3
Meisjesenkelspel

Finale: Martina Hingis (Zwitserland) won van Jeon Mi-ra (Zuid-Korea) met 7-5, 6-4
Meisjesdubbelspel

Finale: Nannie de Villiers (Zuid-Afrika) en Lizzie Jelfs (Verenigd Koninkrijk) wonnen van Corina Morariu (Verenigde Staten) en Ludmila Varmužová (San Marino) met 6-3, 6-4
Jongensenkelspel

Finale: Scott Humphries (Verenigde Staten) won van Mark Philippoussis (Australië) met 7-6, 3-6, 6-4
Jongensdubbelspel

Finale: Ben Ellwood (Australië) en Mark Philippoussis (Australië) wonnen van Vladimir Platenik (Slowakije) en Ricardo Schlachter (Brazilië) met 6-2, 6-4

## Toeschouwersaantallen en bezoekerscapaciteit
|           |        | Eerste week |         | Tweede week |
| --------- | ------ | ----------- | ------- | ----------- |
| Maandag   |        | 30.675      |         | 34.932      |
| Dinsdag   | 28.711 | 30.459      |         |             |
| Woensdag  | 34.252 | 26.897      |         |             |
| Donderdag | 35.927 | 24.143      |         |             |
| Vrijdag   | 34.579 | 22.511      |         |             |
| Zaterdag  | 31.736 | 21.065      |         |             |
| Zondag    | –      | 22.086      |         |             |
| Totaal    |        | 377.973     | 377.973 | 377.973     |

|  | = slecht weer (meer dan twee uur niet gespeeld) |
|  | = gehele dag niet gespeeld, vanwege de regen    |

| Baan                           | Zitplaatsen                    | Staanplaatsen                  |                                | Baan                           | Zitplaatsen   |
| ------------------------------ | ------------------------------ | ------------------------------ | ------------------------------ | ------------------------------ | ------------- |
| Centre Court                   | 13.118                         | –                              |                                | Court No. 9                    | –             |
| Court No. 1                    | 6.508                          | 820                            | Court No. 10                   | –                              |               |
| Court No. 2                    | 2.220                          | 770                            | Court No. 11                   | 162                            |               |
| Court No. 3                    | 800                            | –                              | Court No. 12                   | –                              |               |
| Court No. 4                    | –                              | –                              | Court No. 13                   | 1.604                          |               |
| Court No. 5                    | –                              | –                              | Court No. 14                   | 1.816                          |               |
| Court No. 6                    | 250                            | –                              | Court No. 15                   | –                              |               |
| Court No. 7                    | 250                            | –                              | Court No. 16                   | –                              |               |
| Court No. 8                    | –                              | –                              | Court No. 17                   | 180                            |               |
| Totaal zitplaatsen             | Totaal zitplaatsen             | Totaal zitplaatsen             | Totaal zitplaatsen             | Totaal zitplaatsen             | 26.799        |
| Totaal staanplaatsen           | Totaal staanplaatsen           | Totaal staanplaatsen           | Totaal staanplaatsen           | Totaal staanplaatsen           | 1.590         |
|                                |                                |                                |                                |                                |               |
| Bezoekerscapaciteit tennispark | Bezoekerscapaciteit tennispark | Bezoekerscapaciteit tennispark | Bezoekerscapaciteit tennispark | Bezoekerscapaciteit tennispark | 28.000-29.000 |

## Uitzendrechten
In Nederland was Wimbledon te zien bij de commerciële zender RTL 5. RTL 5 deed dagelijks rechtstreeks verslag van 12.55 tot 17.50 uur.  Het commentaar werd verzorg door Herman Kuiphof.
Verder kon het toernooi ook gevolgd worden bij de Britse publieke omroep BBC, waar uitgebreid live-verslag werd gedaan op de zenders BBC One en BBC Two. In Duitsland werd Wimbledon dagelijks van 13.00 uur tot 18.45 uur uitgezonden op de commerciële zender RTL Television.
1877 · 1878 · 1879 · 1880 · 1881 · 1882 · 1883 · 1884 · 1885 · 1886 · 1887 · 1888 · 1889 · 1890 · 1891 · 1892 · 1893 · 1894 · 1895 · 1896 · 1897 · 1898 · 1899 · 1900 · 1901 · 1902 · 1903 · 1904 · 1905 · 1906 · 1907 · 1908 · 1909 · 1910 · 1911 · 1912 · 1913 · 1914 · 1915–1918 · 1919 · 1920 · 1921 · 1922 · 1923 · 1924 · 1925 · 1926 · 1927 · 1928 · 1929 · 1930 · 1931 · 1932 · 1933 · 1934 · 1935 · 1936 · 1937 · 1938 · 1939 · 1940–1945 · 1946 · 1947 · 1948 · 1949 · 1950 · 1951 · 1952 · 1953 · 1954 · 1955 · 1956 · 1957 · 1958 · 1959 · 1960 · 1961 · 1962 · 1963 · 1964 · 1965 · 1966 · 1967
↓ open tijdperk ↓
1968 (m-v-md-vd-gd) · 1969 (m-v-md-vd-gd) · 1970 (m-v-md-vd-gd) · 1971 (m-v-md-vd-gd) · 1972 (m-v-md-vd-gd) · 1973 (m-v-md-vd-gd) · 1974 (m-v-md-vd-gd) · 1975 (m-v-md-vd-gd) · 1976 (m-v-md-vd-gd) · 1977 (m-v-md-vd-gd) · 1978 (m-v-md-vd-gd) · 1979 (m-v-md-vd-gd) · 1980 (m-v-md-vd-gd) · 1981 (m-v-md-vd-gd) · 1982 (m-v-md-vd-gd) · 1983 (m-v-md-vd-gd) · 1984 (m-v-md-vd-gd) · 1985 (m-v-md-vd-gd) · 1986 (m-v-md-vd-gd) · 1987 (m-v-md-vd-gd) · 1988 (m-v-md-vd-gd) · 1989 (m-v-md-vd-gd) · 1990 (m-v-md-vd-gd) · 1991 (m-v-md-vd-gd) · 1992 (m-v-md-vd-gd) · 1993 (m-v-md-vd-gd) · 1994 (m-v-md-vd-gd) · 1995 (m-v-md-vd-gd) · 1996 (m-v-md-vd-gd) · 1997 (m-v-md-vd-gd) · 1998 (m-v-md-vd-gd) · 1999 (m-v-md-vd-gd) · 2000 (m-v-md-vd-gd) · 2001 (m-v-md-vd-gd) · 2002 (m-v-md-vd-gd) · 2003 (m-v-md-vd-gd) · 2004 (m-v-md-vd-gd) · 2005 (m-v-md-vd-gd) · 2006 (m-v-md-vd-gd) · 2007 (m-v-md-vd-gd) · 2008 (m-v-md-vd-gd) · 2009 (m-v-md-vd-gd) · 2010 (m-v-md-vd-gd) · 2011 (m-v-md-vd-gd) · 2012 (m-v-md-vd-gd) · 2013 (m-v-md-vd-gd) · 2014 (m-v-md-vd-gd) · 2015 (m-v-md-vd-gd) · 2016 (m-v-md-vd-gd) · 2017 (m-v-md-vd-gd) · 2018 (m-v-md-vd-gd) · 2019 (m-v-md-vd-gd) · 2020 · 2021 (m-v-md-vd-gd) · 2022 (m-v-md-vd-gd) · 2023 (m-v-md-vd-gd) · 2024 (m-v-md-vd-gd)
Lijst van Wimbledonwinnaars · Toernooien per editie